# Gioia Tauró-i síkság
A Gioia Tauró-i síkság (olaszul Piana di Gioia Tauro) Olaszország Calabria régiójában található, a Gioiai-öböl partján, az Aspromonte-hegység lábainál. A Szübariszi-síkság után a régió második legnagyobb kiterjedésű síkvidéke.
Legjelentősebb folyója a Mésima. Mezőgazdasági terület. Áthalad rajta a Reggio Calabriát Salernóval összekötő autópálya és vasútvonal is.

## Neve
Az ókorban Vallis salinarum, majd később Szent Márton síksága (Planities Sancti Martini) néven volt ismert. A 18–19. században Palmi-síkságként szerepelt a földrajzi leírásokban. Napjainkban is használatos nevét a 19. század végén kapta, a területén fekvő legjelentősebb város, Gioia Tauro, az ókori Taurianum után

## Nagyobb települések
(Zárójelben a 2017-es népesség szerepel.)
- Gioia Tauro (19 970)
- Taurianova (15 613)
- Rosarno (14 829)
- Rizziconi (7814)
- San Ferdinando (4620)